# Conselho de Contribuintes
Conselho de Contribuintes é o nome que se dá, no Brasil, aos órgãos de deliberação coletiva do Poder Executivo, com participação paritária de servidores públicos e representantes das classes produtoras, com a competência de apreciar e julgar os recursos administrativos interpostos pelos contribuintes que versem matéria relativa a exigências tributárias. Existem órgãos dessa espécie na esfera federal, no Distrito Federal e na maioria dos Estados brasileiros.

## Razões da existência
As Constituições dos Estados modernos prevêem que as atribuições afetas a sua soberania sejam desempenhados por três poderes, harmônicos e independentes entre si: o Poder Executivo, o Poder Legislativo e o Poder Judiciário. Separam-se, assim, as atribuições que originalmente eram exercidas pelo soberano, que reunia em si as competências de legislar, administrar e julgar.
No entanto, o Direito Constitucional, ao mesmo tempo em que desenvolveu a teoria da tripartição dos poderes, criou, para atenuar sua rigidez, a chamada teoria dos freios e contrapesos. De acordo com esta teoria, cada poder, além de exercer a competência fundamental que lhe é atribuída, poderá exercer outras, próprias dos demais poderes, ou ter sua atividade, de algum modo, sob a ingerência parcial de um outro poder.
Assim, quando o Poder Executivo se arvora o poder de baixar decretos-leis ou medidas provisórias, assume parcela da competência do Poder Legislativo. Por outro lado, ao se atribuir ao Senado Federal competência para aprovar a indicação de embaixadores do país junto a nações estrangeiras, está-se autorizando a ingerência do Poder Legislativo em ato próprio do Poder Executivo.
O mesmo ocorre com a atividade jurisdicional, inerente ao Poder Judiciário. Parcelas do poder de julgar são deferidas ao Poder Legislativo e ao Poder Executivo. Quando realizam CPIs, comissões parlamentares de inquérito, as casas do Congresso Nacional assumem função jurisdicional.
Já a função jurisidicional do Poder Executivo nasce de seu direito de instituir processo administrativo para encaminhamento e solução das controvérsias entre a Administração e os administrados. Existem processos administrativos de várias espécies, já que o direito de petição é assegurado aos cidadãos de forma ampla na Constituição Federal.
No entanto, a área onde se faz mais necessária que o processo administrativo siga tramitação semelhante aos processos judiciais é a tributária. Aí o Estado exerce sua soberania da forma mais extrema, na medida em que pode exigir compulsoriamente que parte da riqueza dos cidadãos seja carreada para o Estado, sob a forma de tributos.
Esta exigência deve ser feita sob a garantia de que o cidadão-contribuinte disporá de todos os meios de defesa possíveis e ampla defesa somente é assegurada se a sorte de quem litiga com o Estado não estiver submetida a decisão definitiva de uma única autoridade, a chamada instância única.
Daí a necessidade de que o contribuinte tenha a seu dispor um recurso, dirigido a um órgão coletivo, onde, da soma de contribuições individuais, surja a decisão o mais justa possível. Entendeu-se, no Brasil, de estruturar esse órgão de deliberação coletiva com representação paritária, igual número de servidores da área tributária e de representantes dos próprios contribuintes, estes indicados pelos órgãos representativos das classes produtoras (comércio, indústria, agricultura).
A esses órgãos dá-se geralmente o nome de Conselho de Contribuintes, mas em alguns Estados são conhecidos por Tribunal Administrativo, para deixar mais clara sua natureza jurisdicional.São órgãos de longa tradição no país. Na esfera federal existem desde 1924.
Essa longevidade, num país onde se criam e extinguem órgãos governamentais com frequência, pode levar a falsa impressão de que a existência de Conselhos de Contribuintes é aceita e apoiada sem ressalvas. Não é verdade: ao longo do tempo várias foram várias as tentativas, algumas exitosas, de diferentes governos federal e estaduais de restringir a competência julgadora desses órgãos e até mesmo extingui-los.
Isto se deve a um fato indicador da imaturidade democrática do Brasil: nenhuma autoridade admite com tranqüilidade que suas decisões possam ser revistas. Na esfera tributária, onde o imperativo de se obter arrecadação cada vez maior, o freio contra abusos representado pelos Conselhos de Contribuintes aparece para as autoridades fiscais como um obstáculo a ser afastado.

## Conselhos de Contribuintes federais
O Decreto nº 16.580, de 4 de setembro de 1924, instituiu um Conselho de Contribuintes em cada Estado e no Distrito Federal. Vinculados desde então ao Ministério da Fazenda, esses conselhos sofreram alterações pontuais na sua estrutura e funcionamento, mas se mantém praticamente os mesmos até hoje.
Em 2006, funcionam três Conselhos de Contribuintes, concentrados em Brasília. São divididos em Câmaras, cada uma com oito representantes, com número igual de servidores públicos e pessoas indicadas pelas confederações nacionais da indústria e do comércio, todos nomeados pelo Ministro da Fazenda.
A presidência de cada Câmara e dos Conselhos é ocupada por um servidor público e a Vice-Presidência por um representante das classes produtoras. Em caso de empate nas deliberações, o Presidente profere o chamado voto de qualidade, que desempata a votação.
O Primeiro Conselho de Contribuintes, composto de oito Câmaras, julga recursos em matéria de imposto sobre a renda. As Câmaras são especializadas no julgamento de recursos de interesse de pessoas físicas e de pessoas jurídicas.
O Segundo Conselho de Contribuintes, composto de três Câmaras, tem uma competência recursal ampla, que abrange vários impostos e contribuições federais, cabendo destacar, pela sua importância econômica, o IPI- imposto sobre produtos industrializados.
O Terceiro Conselho de Contribuintes, composto de três Câmaras, decide sobre recursos em matéria aduaneira.

## Conselho Administrativo de Recursos Fiscais - CARF
Criado no final do ano de 2008 por Medida Provisória da Presidência da República (MP 449), durante o governo de Luiz Inácio Lula da Silva o Conselho Administrativo de Recursos Fiscais - conhecido pela sua sigla CARF - concentrou em uma só estrutura todos os três Conselhos de Contribuintes anteriores, com a nomeação de cada membro a cargo do Ministro da Fazenda do Governo Federal, na época o político Antonio Palocci Filho. Na prática porém, o CARF só foi instalado em fevereiro de 2009, através da edição de Portaria Interna do Ministério da Fazenda (Portaria MF nº 41/2009). A Medida Provisória foi convertida em Lei em 27 de maio de 2009 (Lei nº 11.941/09).

## Câmara Superior de Recursos Fiscais
Na esfera federal, das decisões dos Conselhos de Contribuintes cabe, em algumas hipóteses, recurso a um órgão dito de instância especial, a Câmara Superior de Recursos Fiscais (CSRF), composta pelos Presidentes e Vice-Presidentes de cada Câmara de cada Conselho de Contribuintes.
Assim, quando a CSRF se reúne para deliberar sobre matéria de imposto de renda, fazem-se presentes os titulares das Câmaras do Primeiro Conselho (Primeira Turma). Se outra for a matéria, convocam-se os titulares das Câmaras do Conselho correspondente (Segunda e Terceira Turmas). O Presidente e o Vice-Presidente provém sempre do Primeiro Conselho
Criado com o propósito de tornar possível a uniformização de jurisprudência, pois se constatava haver divergências entre o que decidia cada Câmara, principalmente do Primeiro Conselho, a CSRF não cumpriu sua finalidade porque o grande número de integrantes da Primeira Turma (dezesseis) dificulta o consenso.

## Conselhos de Contribuintes estaduais
A maioria dos Estados brasileiros e o Distrito Federal possuem conselhos de contribuintes ou tribunais administrativos, vinculados às respectivas Secretarias de Fazenda, que respeitam o princípio da representação paritária e conferem caráter obrigatório às suas decisões, que se tornam definitivas se favoráveis ao contribuinte. Aos Estados, assim como a União, é vedado pleitear em juízo a anulação das decisões de seus órgãos de jurisdição administrativa.
Não dispõem de um órgão desta natureza em sua estrutura administrativa os Estados de Santa Catarina, Goiás, Mato Grosso, Acre e Maranhão. Em Santa Catarina, um órgão com composição paritária exerce funções apenas consultivas.
O futuro dos conselhos estaduais não é promissor. Nas reuniões que periodicamente realizam seus dirigentes nota-se forte a tendência de restringir sua atuação.